# Pratwa
Pratwa (niem. Proschlitzer Bach) – rzeka w województwie opolskim, główny ciek wodny w Gminie Byczyna, lewy dopływ Prosny.

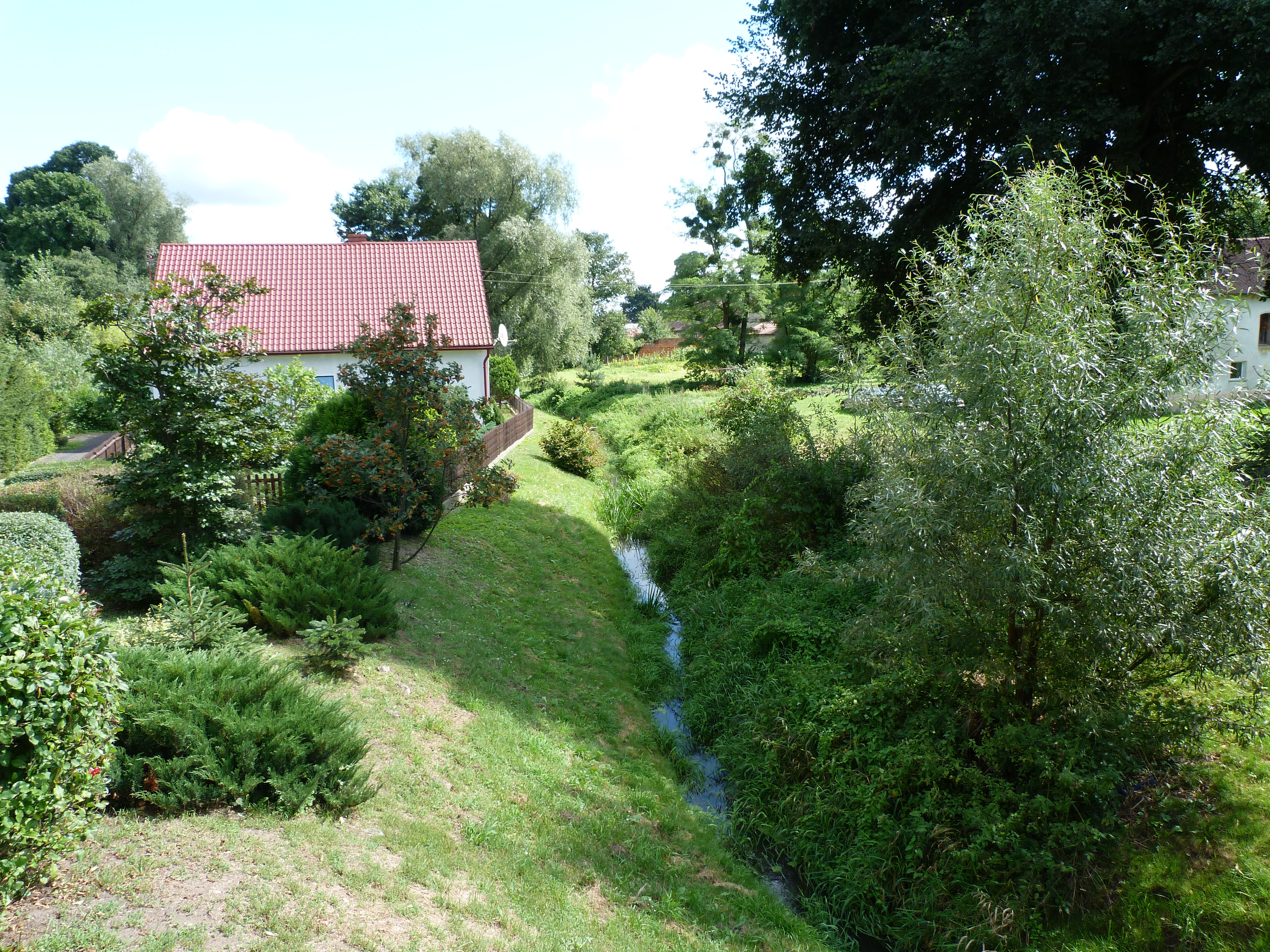
Pratwa w Sarnowie k. Byczyny

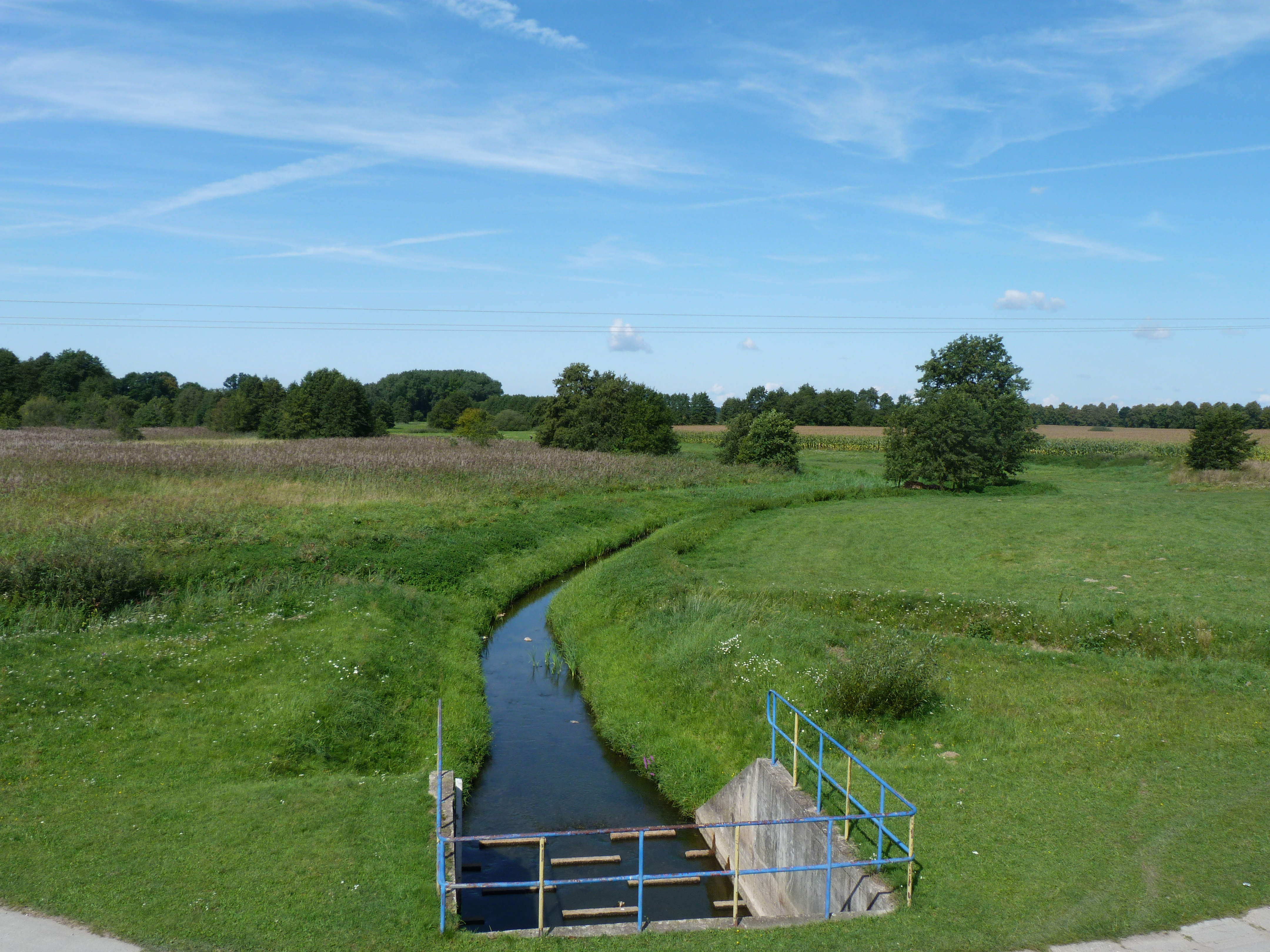
Pratwa poniżej zbiornika Biskupice-Brzózki

Długość rzeki wynosi 30,36 km (z czego 1,85 w Powiecie kępińskim, pozostała część w Powiecie kluczborskim). Pratwa od źródeł w Pogorzałce płynie szeroką doliną, w dolnym biegu przecina północną część Pagórków Mikorzyńsko - Trzcińskich. Poniżej Kochłowic (na 14 kilometrze rzeki) wybudowano w latach 1995-1996 zbiornik retencyjny "Biskupice-Brzózki", który spiętrza wody w akwen o powierzchni 42 ha (powierzchnia zalewowa 100 ha) i pojemności 535000 m³. Docelowo pojemność tę można zwiększyć o dodatkowe 237000 m³. Jego budowa była związana ze znacznym obniżeniem wód gruntowych na terenach położonych na zachód od Byczyny. Na brzegu zbiornika odtworzony wczesnośredniowieczny gród słowiański.
Miejscowości nad Pratwą:
- Nasale
- Gosław
- Paruszowice
- Sarnów k. Byczyny
- Kochłowice
- Polanowice
- Proślice
- Miechowa
- Kostów